# Bryobia xiningensis
Bryobia xiningensis är en spindeldjursart som beskrevs av Ma och Yuan 1981. Bryobia xiningensis ingår i släktet Bryobia och familjen Tetranychidae. Inga underarter finns listade.